# Groenekan
Groenekan est un village situé dans la commune néerlandaise de De Bilt, dans la province d'Utrecht. Le 1er janvier 2005, le village comptait 1 879 habitants.